# 本町 (福島市)
本町（もとまち）は、福島県福島市の町名。丁番を持たない単独町名である。郵便番号は960-8035。

## 地理
市の本庁所管にあたる中央東地域に属する。福島駅東口の駅前繁華街の一角に位置する。東西は国道13号信夫通りから福島市道本町1号線にかけての約170m、南北は福島市道中町杉妻町線から福島市道栄町舟場町線(並木通り）にかけての約220mの範囲を町域とする。北で置賜町、東で大町、南で中町、南西で早稲町、北西で栄町と隣接する。福島市の経済の中心地としての役割を昔から担っており、日本銀行福島支店をはじめ常陽銀行福島支店、きらやか銀行福島支店が店舗を構えるほか、かつては富士銀行、日本興業銀行等の支店も置かれていた。上町に所在する 福島警察署及び天神町に所在する福島消防署のそれぞれ管轄にあたる。

## 歴史
江戸時代以前の福島城下町の8町のうちの一つであり、江戸時代より区域の変更は大きく行われていない。南から現在のパセオ470として町域中央部へ進んできた奥州街道は現在のレンガ通りとして東へ向きを変え、その屈折部である現在の街なか広場周辺に本陣と脇本陣が置かれ諸大名の参勤交代に用いられていた。明治時代に福島駅が開業すると駅と奥州街道を結ぶ現在の駅前通りがここから西へ開削され交差点となった。1899年に東北初の日本銀行の出先機関となる福島出張所(現在の福島支店）が開設されると、周辺に各銀行が設置され、県内随一の金融街の一角を成すこととなった。1927年に脇本陣跡地に県下初のエレベーターを備えた福島ビルヂングが竣工しすると多くの見物人や買い物客でにぎわい、古関裕而作曲の福島行進曲にも謡われた。1974年には同敷地にエンドーチェーン福島店が新築開業したが、1991年に閉店し、以後長らく空きビルとなっていた。1999年に福島市が福島都心中央土地区画整理事業用地として取得し解体の上、イベントスペースである街なか広場や駐車場として暫定供用され、2020年から2021年にかけて西側に商業施設が開業した。

## 世帯数と人口
2020年（令和2年）11月30日現在の世帯数と人口は以下の通りである。
| 町丁 | 世帯数 | 人口  |
| ---- | ------ | ----- |
| 本町 | 65世帯 | 107人 |

## 小・中学校の学区
市立小・中学校に通う場合、学区は以下の通りとなる。
| 番地 | 小学校                 | 中学校                 |
| ---- | ---------------------- | ---------------------- |
| 全域 | 福島市立福島第一小学校 | 福島市立福島第一中学校 |

## 交通

### 鉄道
- 町域内に鉄道施設はない。最寄り駅はJR東北本線福島駅。

### 道路
- 国道13号平和通り（旧国道4号）・信夫通り
- 福島市道中町御山町線（奥州街道（旧国道4号）・パセオ470（旧々国道4号
- 福島市道本町上町線（駅前通り（栄通り）・奥州街道（旧々国道4号）・レンガ通り）
- 福島市道栄町舟場町線（並木通り）
- 福島市道大町2号線（旧米沢街道）

### バス

#### 大町バス停
西隣の大町の名が冠されているが、当町域内の国道13号平和通り沿いに設置されている。福島駅東口バス停から下り方向に一つ目のバス停であり、多数の路線が停車する。かつては大町町域内の対向車線側に上り方向のバス停も存在したが、大原綜合病院の移転新築に伴い大原綜合病院バス停へ改称された。
福島交通1番ポール
- 上ヶ戸経由掛田駅前
- 伊達経由保原
- 伊達経由北福島医療センター
- 伊達経由湯野
- 信夫山循環信夫山先回り
- 大原綜合病院
- 宮代団地
- 日赤前・本内経由田町（伊達）
- 桑折
- 藤田

福島交通2番ポール
- 宮下町・大波経由掛田駅前
- 宮下町・文知摺観音経由掛田駅前
- 月の輪台団地
- 月の輪経由保原
- 月の輪経由梁川
- 月の輪経由川俣
- 東部支所前経由月の輪台団地
- 福島市役所前
- 飯舘経由原町駅前

福島交通3番ポール
- わたり病院前経由南向台団地
- バイパス経由医大
- バイパス経由南向台
- バイパス経由蓬萊団地
- 伏拝・医大・美郷団地経由松川
- 伏拝経由医大
- 医大・立子山経由飯野町
- 医大経由二本松
- 南向台循環渡利先回り
- 南向台循環黒岩先回り
- 南向台タウン・桜台経由医大
- 清水町経由医大
- 蓬莱東経由蓬莱団地
- 飯野町

福島交通4番ポール
- 佐原
- 佐原経由四季の里
- 南東北福島病院前経由土湯温泉
- 土湯温泉
- 市内循環ももりん1コース（大町先回り）
- 平田
- 渡利学習センター経由渡利北回り
- 第二日東
- 花見山入口経由渡利南回り
- 荒井
- 鳥川

JRバス東北ポール
- 福浪線

## 施設
- 日本銀行福島支店
- 常陽銀行福島支店
- きらやか銀行福島支店
- 福島市男女共同参画センターウィズもとまち（旧みずほ信託銀行福島支店）
- 本町本田ビル（旧富士銀行福島支店）
- 魚鮮水産福島駅前店（旧中央三井信託銀行福島支店）
- 特別養護老人ホームまちなか宝生園（旧福島銀行本店）
- D'グラフォートM-ZA本町（旧日本興業銀行福島支店）
- 福島学院大学駅前キャンパス（旧山田百貨店本町十番館）
- 街なか広場（旧エンドーチェーン福島店・旧福島ビルデング・福島宿本陣跡）
- Lamp120

街なか広場西側に2020年12月に新築開業した商業施設。
- MOTOMACHI TWIN

街なか広場西側、国道13号沿いに2021年9月に開業したの商業施設。南北2棟の建物により構成される。